# Henckelia bifolia
Henckelia bifolia là một loài thực vật có hoa trong họ Tai voi (Gesneriaceae). Loài này được David Don mô tả khoa học đầu tiên năm 1825 dưới danh pháp Chirita bifolia.